# جون رولاند (زوجات يائسات)
جوناثان “جون” رولاند (بالإنجليزية: John Rowland)‏ هو شخصية خيالية, ظهر في المسلسل التلفزيوني الأمريكي الشهير زوجات يائسات (Desperate Housewives). ويقوم بتمثيل دور الشخصية الممثل جيسي متكالف.
ظهر جون رولاند لأول مرة بالمسلسل بالحلقة التجريبية بالموسم الأول, يعمل عند كارلوس وغابريال سوليس كبستاني، وبعد شعور غابريال بالملل من زوجها الذي في أغلب الأوقات يتركها وحدها، تقوم بإغراء البستاني المراهق الذي يبلغ من العمر 16 سنة عند بدأ العلاقة، وتكون معه علاقة وتخون زوجها.